# Кирпиченко Яна В'ячеславівна

Яна В'ячеславівна Кирпиченко (рос. Яна Вячеславовна Кирпиченко) — російська лижниця, призерка чемпіонату світу, чемпіонка та призерка Універсіади, чемпіонка та призерка молодіжного чемпіонату світу. 
Срібну медаль світової першості 2021 року, що проходила в німецькому Оберстдорфі, Киприченко здобула в складі естафетної команди, що представляла Російський союз лижних видів спорту.